# Friedrich Bienert
Friedrich Bienert (gelegentlich auch Fritz Bienert, * 21. November 1891 in Plauen bei Dresden; † 15. Februar 1969 in West-Berlin) war ein deutscher Großindustrieller, Kunstsammler und Mäzen. Seine Mutter war Ida Bienert, seine erste Ehefrau die Tänzerin Gret Palucca, seine zweite Ehefrau die Pianistin Branka Musulin.

## Leben

### Leben in Dresden
Friedrich Bienert wurde als Sohn der Eheleute Ida und Erwin Bienert (und Enkel des hochangesehenen Gottlieb Traugott Bienert) in Plauen bei Dresden geboren und wuchs in einer ausgesprochen kunstsinnigen Umgebung auf. Ausgebildet zum Industriekaufmann nahm er eine Tätigkeit im Familienunternehmen auf. Er nahm als Leutnant im 1. Königlich-Sächsischen Husaren-Regiment „König Albert“ Nr. 18 am Ersten Weltkrieg teil. Aus diesem kehrte er 1917 schwer verwundet zurück und aus diesen Erfahrungen zog er seine lebenslange pazifistische Haltung. 1918 gehörte er dem Dresdner Arbeiter- und Soldatenrat (u. a. gemeinsam mit Paul Adler) an. Er war als „liberaler Freigeist“ in den 1920er Jahren Mitglied der Deutschen Demokratischen Partei und unterstützte sowohl die der KPD nahestehende Rote Hilfe Deutschlands wie auch die „Gesellschaft der Freunde des neuen Russland“. Er war Vorsitzender der deutschen Paneuropa-Union, war Mitbegründer der Deutschen Liga für Menschenrechte, Mitglied des Sächsischen Friedenskartells und des Reichsbanners Schwarz-Rot-Gold.
Um ihn bildete sich dem Vorbild der Mutter folgend ein Freundeskreis linksliberaler Künstler und Intellektueller, zu dem u. a. Otto Dix, Will Grohmann (mit beiden verband ihn eine lebenslange Freundschaft), Conrad Felixmüller, Fedor Stepun, Paul Adler und Theodor Lessing gehörten. Zu diesem Kreis zählte auch seine erste Frau, die Tänzerin Gret Palucca, die er am 12. Januar 1924 heiratete.
Mit ihr bezog er gemeinsam eine Wohnung an der Bürgerwiese in Dresden (1945 zerstört), von wo aus sie ihre Tanzschule aufbaute. Hier legte er seine eigene Gemäldesammlung an. Anders als seine Mutter unterstützte er die jungen Expressionisten Dresdens, wie die ASSO-Gruppe um Otto Griebel, Wilhelm Lachnit und Hans Grundig.
1931 wurde die kinderlos gebliebene Ehe mit Gret Palucca geschieden und er ließ sich in Hellerau (Auf dem Sand 13) nieder. Hier änderte sich der Kreis derer, mit denen ihn Freundschaft verband und die von ihm soweit möglich unterstützt wurden: Theodor Däubler, Harald Dohrn und der junge Wolfgang Schulze (Wols). 1937 besuchte ihn der noch unbekannte Samuel Beckett. Auch El Lissitzky gehörte zu diesem Kreis.
Im Dezember 1927 übernahmen er und mit ihm sein Cousin Franz Herschel, denen bereits Prokura erteilt worden war, die gemeinsame Geschäftsführung des Bienertschen Familienunternehmens: der Bienertmühle Dresden-Plauen, der Bienertschen Hafenmühle und der Bienertschen Brotfabrik. Während Friedrich Bienert bei seiner liberalen und pazifistischen Haltung blieb, wurde Herschel Mitglied der NSDAP und hinter vorgehaltener Hand als „Herrenreiter“ tituliert.
Obwohl er und Herschel 1934 Betriebsführer des Bienertschen Unternehmens wurden, begannen laufende Schikanen der Nazis gegen Friedrich Bienert, die sich ab 1939 verstärkten. Gleichwohl sympathisierten einige NSDAP-Mitglieder heimlich mit Bienert. 1944 erteilte ihm der ebenfalls mit ihm heimlich sympathisierende NSDAP-Bürgermeister von Hellerau die Heiratserlaubnis mit einer Ausländerin, der jugoslawischen Pianistin Branka Musulin.
Trotz der bekannten antinazistischen Haltung von Friedrich Bienert – er verweigerte z. B. konsequent das Zeigen des Hitlergrußes – empfahlen ihm Freunde, sich vor der herannahenden Roten Armee abzusetzen. Dem Drängen seiner Frau gab er schließlich im April 1945 nach und floh mit ihr über die Tschechoslowakei hinter die amerikanischen Linien nach Regensburg. Dort kam 1946 beider einziges Kind, eine Tochter, zur Welt.
Nach dem Zweiten Weltkrieg, 1946, wurde Friedrich Bienert als Opponent des NS-Regimes wegen „nachweislich antifaschistischer Grundhaltung … sowie fördernder Mitgliedschaft in der ,Roten Hilfe‘“ eingestuft und kehrte auf mehrere Bitten hin im November 1946 nach Dresden zurück. Er wohnte in einem Teil der Bienertvilla in der Bienertmühle in Dresden-Plauen, in der ein Proben- und Konzertraum für seine Frau eingerichtet wurde. Die Sequestrierung der Mühlen wurde im November 1948 aufgehoben und die beiden Mühlen sowie die Brotfabrik an ihn und die Familie zurückgegeben.

### Leben in Westberlin
„Für Friedrich Bienert muss relativ bald nach der Gründung der DDR klar geworden sein, dass er im Osten Deutschlands keine Perspektive haben wird.“ Ab 1950 nahmen seine Reisen nach Westberlin, wo seine Frau ihren Hauptwohnsitz hatte, und nach München, wo seine Mutter Ida Bienert lebte, zu. Bei ihnen brachte er vor allem große Teile der Gemäldesammlung seiner Mutter unter. 1952 floh Friedrich Bienert endgültig nach Westberlin. Einen Anschluss an den Wirtschaftsaufschwung der 1950er Jahre fand er allerdings nicht. 1953 wurden die in Dresden verbliebenen Reste der Sammlung und die große Bibliothek beschlagnahmt.
In Westberlin konnte er mit Hilfe von Will Grohmann, der zwischenzeitlich auch aus Dresden geflüchtet war, wieder seinen Freundeskreis aufbauen, zu denen neben dem Komponisten Herbert Trantow, dem Architekten Peter Poelzig und dem Grafiker Alexander Friedrich auch Otto Dix und George Grosz sowie Peter Lehrecke, Eberhard Roters, Peter Schmiedel und Siegfried Kühl gehörten.
Die Tochter wuchs im gegenseitigen Einverständnis der Eheleute im Wesentlichen beim Vater auf, damit sich Branka Musulin, die inzwischen eine gefeierte Pianistin geworden war, ihrer Kunst widmen konnte.
Friedrich Bienert, der bis zu seinem Tod in bescheidenen Verhältnissen lebte und diese vor allem durch den Verkauf von Gemälden aus der Sammlung Bienert finanzierte, verstarb 1969 nach einer Operation, die als Spätfolge seiner Verwundung im Ersten Weltkrieg nötig war. Sein Grab befindet sich im Bienertschen Familiengrab auf dem Inneren Plauenschen Friedhof in Dresden. Nach einem Unfall verstarb seine Frau Branka dann 1975.